# Peickwitzer Teiche und Schwarzbacher Heide
Das Naturschutzgebiet Peickwitzer Teiche und Schwarzbacher Heide liegt auf dem Gebiet der Kreisstadt Senftenberg im Landkreis Oberspreewald-Lausitz in Brandenburg.
Das Gebiet mit der Kenn-Nummer 1572 wurde mit Verordnung vom 16. Januar 2010 unter Naturschutz gestellt. Das rund 133,6 ha große Naturschutzgebiet erstreckt sich südlich von Peickwitz, einem Ortsteil der Stadt Senftenberg, und südöstlich des Kernortes der Gemeinde Schwarzbach. Am nördlichen Rand des Gebietes verläuft die Landesstraße L 581.